# Nick LaLota
Nick LaLota właściwie Nicholas Joseph LaLota (ur. 23 czerwca 1978 w Bay Shore) – amerykański polityk, członek Partii Republikańskiej.

## Działalność polityczna
Od 3 stycznia 2023 jest przedstawicielem 1. okręgu wyborczego w stanie Nowy Jork w Izbie Reprezentantów Stanów Zjednoczonych.